# √thumm
√thumm（ルートサム）は、日本の奈良を拠点に活動するテクノポップバンドである。

## 概要
生ドラム、生楽器＋ビンテージシンセによる全楽曲バンドスタイルでのパフォーマンスをおこなっている。

## 来歴
- 2007年 シンセサイザーの最強パフォーマンスコンテストにてYMOの松武、カシオペアの向谷から審査賞を受賞。
- 2008年 シングル「autumn love」がiTunes Store エレクトロニックランキングBEST10入り。また同曲はDJ NOZAWA のmixCDに収録される。
- 2009年 サカナクション、toe、クラムボン、EGO-WRAPPIN'、Mice Parade などが参加した都市型フェス『NEUTRAL NATION2009』へ参加
- 2010年 野外フェスである渚音楽祭に出演し、大沢伸一、neco 眠る、PE'Z、SUGIZOとの競演を果たす。 7月にはパリで行われるヨーロッパ最大規模の日本フェスティバルJapan Expo2010に出演し、一万人収容のJ.E．Live HouseにてX JAPAN、聖飢魔II、モーニング娘。との競演を果たす。

## TECHROCK
√thummが同盟 nuxx(a.k.a BaNG BaNG BaLLooN)が主催するイベントダンサブルでロック、ライブセットというコンセプトで行い
メジャー、インディーズを問わず、ダンサブルなバンドを集めたパーティである。

## 楽曲提供
- 「コミュニケーションワールド／ヒガリノ」(ソニーミュージックアーティスツ)
- 「ローラガール／ヒガリノ」

また、コナミのアミューズメントゲームであるjubeat knitに楽曲「NEU!」を提供している。

## REMIX
TAHITI80同郷親友バンドMAARTENのGolden Dayをremix。カントリー調をスイングした楽曲を√thummがアンダーグラウンドヒップホップにremix。
また、the chef cooks me、Uchuu、等数々のremixも手がけている。

## アートワーク
ジャケットデザイン、アーティスト写真、PCは京都の現代美術チームの「Antenna」とのコラボレーションである。
そのAntennaの作品である「ジャッピー」は日本をハッピーにする”japan＋happy”との意味があり、√thummのテーマである、オリエンタルなメロディーとハッピーなライブパフォーマンスを象徴するマスコットキャラクターである。

## 作品

### レコード
1. NEU!/MAGIC LOVE （2009年11月24日）

### アルバム
1. coton （2009年12月02日）
2. YAMATOPIA （2009年7月28日）
3. mimoro （2012年6月20日）

### コンピレーション
- V.A./catch one's breath （2009年12月2日）
thank you from bottom of my heart収録
- V.A./前略、7丁目にて...#scene2 （2011年5月10日）
チャーリー & Bob's収録（bebecut.toca & √thumm名義）